# Heteromala thyrophora
Heteromala thyrophora är en fjärilsart som beskrevs av George Francis Hampson 1894. Heteromala thyrophora ingår i släktet Heteromala och familjen nattflyn. Inga underarter finns listade i Catalogue of Life.